# Maria Telkes
Maria Telkes (Budimpešta, 12. prosinca 1900. – Budimpešta, 2. prosinca 1995.) - mađarska znanstvenica, inovatorica prvoga sustava solarnoga grijanja za stambene objekte.
Još u srednjoj školi u Mađarskoj, Maria se zainteresirala za problem solarne energije. Nakon doktorskih studija i dobivanja titule doktorice fizičke kemije 1924. godine, seli se u Sjedinjene Američke Države, gdje nešto kasnije dobiva posao u Institut za tehnologiju Sveučilišta Massachusetts, ali radi i na njujorškom Elektrotehničkom fakultetu. Prethodno je bila zaposlena u General Electricu i kliničkoj fondaciji u Clevelandu.
Nakon Drugog svjetskog rata, 1948. godine, Maria Telkes uspostavlja eksperimentalno sustav solarnoga grijanja za jednu kuću u Doveru u državi Massachusetts. Kuća koja je Mariji poslužila da u praksi dokaže svoj izum i danas je u upotrebi i još uvijek koristi sustav solarnoga grijanja, koji je Maria Telkes inovirala.
Maria Telkes je između ostaloga osmislila solarnu peć, solarni sustav za destilaciju vode i solarni generator. Vlada Sjedinjenih Američkih Država angažirala je Mariju Telkes da ispita mogućnost korištenja njenoga izuma za dobivanje pitke vode od morske vode, što je ona uspješno učinila koristeći solarni sustav za destilaciju.
Za svoga života, rad Marije Telkes, dobio je mnogobrojna priznanja i nagrade. Još 1952. godine Maria je dobila nagradu Društva ženskih inženjera, kao prva dobitnica te nagrade kada je ona ustanovljena.
Pored toga Američka sekcija Međunarodnoga društva za solarnu energiju nagradila je Mariju Telkes prestižnom nagradom. 